# Konstans II.

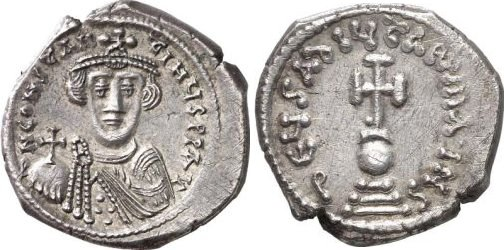
Hexagramma aus den Jahren 642–647 mit Porträt des jugendlichen Konstans II.; die Rückseite trägt die für Hexagrammata typische lateinische Legende: δEUS AδIUTA ROMANIS („Gott helfe den Römern“)

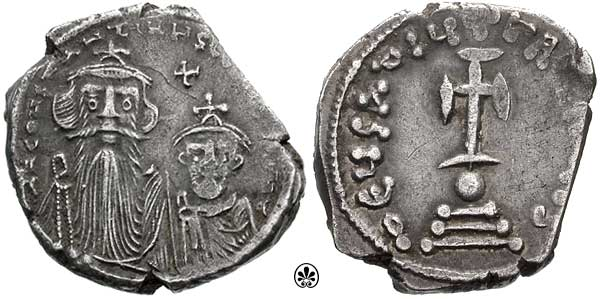
Hexagramma aus den Jahren 654–659 mit Porträts des erwachsenen Konstans II. und seines Sohnes Konstantin IV.; lateinische Legende der Vorderseite: D(ominus) N(oster) CONSTANTINUS C(on) CONSTAN(tini)

Konstans II. (griechisch Κώνστας Konstas, lateinisch Constans, * 7. November 630; † 15. September 668 in Syrakus), Sohn Konstantins III. und der Gregoria, war von 641 bis 668 oströmischer bzw. byzantinischer Kaiser. Vor seiner Krönung hieß er nach seinem Großvater Flavius Heraclius (Φλάβιος Ἡράκλειος), und sein Name als Kaiser war nach Ausweis der Gesetze und Münzen eigentlich Constantinus, doch scheinen ihn bereits seine Zeitgenossen aus ungeklärten Gründen Konstans genannt zu haben.

## Leben

### Vor Übernahme der Regierung
Konstans wurde von seinem bereits todkranken Vater Konstantin nach dessen Herrschaftsantritt im Januar 641 zum Caesar erhoben. Im Herbst 641 wurde er mit elf Jahren von einer Hofpartei unter Anführung des ranghohen Militärs Valentinus, des comes excubitorum, auf den Thron gebracht, die seinen Onkel Heraklonas, den Halbbruder seines zwischenzeitlich verstorbenen Vaters, nach wenigen Monaten gestürzt hatte. Konstans wurde mit Valentinus’ Tochter Fausta verheiratet. Aus der Ehe gingen drei Söhne hervor, von denen der älteste, Konstantin, 654 zum Mitkaiser erhoben wurde; die beiden jüngeren Söhne Herakleios und Tiberios avancierten 659 ebenfalls zu Mitkaisern. Konstans’ Bruder Theodosios hingegen wurde übergangen und im Jahr 660 als angeblicher Usurpator hingerichtet.
In den ersten Jahren der Herrschaft des noch minderjährigen Kaisers scheint der oströmische Senat ein letztes Mal wirkliche politische Bedeutung besessen zu haben; Senatoren führten faktisch die Amtsgeschäfte und fungierten als Berater. Diese Phase endete, als der Herrscher mit 18 Jahren selbst die Regierung übernahm. Zuvor war es zu einem Putschversuch des Militärs gekommen, das 644 oder 645 unter Beteiligung des Valentinus vergeblich nach der Macht gegriffen hatte. Die Putschisten wurden besiegt, und Valentinus wurde von der hauptstädtischen Bevölkerung gelyncht.

### Verteidigung des Reiches gegen arabische Vorstöße

Die Grenzen des Byzantinischen Reiches (orange) um 650 n. Chr.

Konstans’ gesamte Herrschaft stand außenpolitisch im Schatten der Islamischen Expansion, die das Reich zu einem verzweifelten und nur teilweise erfolgreichen Abwehrkampf zwang. Schon 644, als Konstans noch zu jung war, um selbst eine Verteidigung entwickeln zu können, kam es zu einer muslimischen Expedition gegen Amorium. Die Rückeroberung des bereits 641/42 verlorenen Ägypten scheiterte 645/46. Zur gleichen Zeit sagte sich Gregor von Karthago los von Konstans, unterlag aber 647 selbst den muslimischen Arabern. Für die Jahre 649 und 650 gibt es epigraphisch bestätigte Berichte über muslimische Überfälle auf Zypern bzw. Soloi. Konstans, der sich energisch um die Verteidigung des bedrängten Reiches gegen die vorstoßenden Araber kümmerte und persönlich in den Krieg im Osten zog, verlor dennoch 652/53 Armenien an die Angreifer und konnte zudem auch deren weiteres Vordringen in Nordafrika nicht aufhalten. Eine neu aufgestellte arabische Seestreitmacht besiegte die byzantinische Flotte 655 in der Schlacht von Phoinix. Der Kaiser nahm an dieser für die byzantinische Seite desaströsen Schlacht persönlich teil und entkam nur knapp dem Tode. Nach dem Bericht des armenischen Geschichtsschreibers Sebeos sandte der Kalif ʿUthmān (644–656) sogar Konstans einen Brief, in dem er ihn aufforderte, zum Islam überzutreten und sich ihm zu unterwerfen. Andererseits wurde 654/55 eine arabische Streitmacht in Kappadokien geschlagen; ebenso scheiterte der weitere arabische Vormarsch im Kaukasusraum in Iberien beim Pass von Derbent, wo die mit Konstantinopel sympathisierenden Chasaren die Araber angriffen, die sich aufgrund hoher Verluste eilig zurückzogen.
656 erhielt Kaiser Konstans II. unverhofft eine Atempause an der arabischen Front: Im Kalifat brach nach der Ermordung des Kalifen ʿUthmān der offene Bürgerkrieg (Erste Fitna) aus, da das Kalifat sowohl von ʿAlī, dem Schwiegersohn des Propheten Mohammed, als auch von Muʿāwiya aus der Familie der Umayyaden, dem arabischen Statthalter von Syrien, beansprucht wurde. Diese Auseinandersetzungen beanspruchten die arabischen Kräfte so sehr, dass sie die Angriffe auf Konstantinopel nicht fortführen konnten. 657/58 wurde ein byzantinisch-umaiyadischer Waffenstillstand geschlossen. Im Jahre 661 wurde jedoch ʿAlī ermordet, womit der Bürgerkrieg unter den Muslimen endete. Muʿāwiya konnte sich jetzt auch im Osten durchsetzen. Im Mai/Juni 662 lief der Waffenstillstand mit Konstans II aus, was Muʿāwiya zum Anlass nahm, eine etwas aggressivere Politik gegen Konstantinopel zu verfolgen. Im Winter 662/63 schlugen die Muslime ihr erstes Winterlager in Kleinasien auf.

### Ausweichen nach Westen
Statt sich nun mit aller Kraft weiter den arabischen Angreifern entgegenzustellen, um wenigstens Kleinasien zu retten, entschied sich der Kaiser, nachdem er vorläufig immerhin Armenien und den Kaukasusraum hatte sichern können, für ein Ausweichen nach Westen. Im Juni 662 brach er von Konstantinopel mit einem Heer nach Italien auf. Wahrscheinlich wollte der Kaiser Italien gegen feindliche Angriffe sichern und auch im noch gehaltenen Teil Nordafrikas die Verteidigung stärken. Überdies war Sizilien nach dem Verlust Ägyptens wichtiger für die Getreideversorgung geworden. Vielleicht plante der Kaiser zudem, auf Sizilien ungestört eine neue Kriegsflotte aufzustellen, um den Arabern die Seeherrschaft wieder zu entreißen. Öffentlich erklärte er aber offenbar, er wolle das „Alte Rom“ wieder zu seiner Hauptstadt machen. Tatsächlich war Konstans nach fast zwei Jahrhunderten der erste Kaiser, der persönlich Rom, die ehemalige Hauptstadt des Römischen Reiches, besuchte (im Jahr 663); doch hielt es ihn dort kaum zwei Wochen. So endete der erste und für sehr lange Zeit letzte Aufenthalt eines in Konstantinopel herrschenden Kaisers in Rom ohne Ergebnisse.
Nach einem Feldzug gegen die Langobarden verlegte Konstans seine Residenz nach Syrakus auf Sizilien. Die hohe Steuerbelastung führte in Italien aber zu einer deutlichen Unzufriedenheit mit der Regierung des Kaisers. In Konstantinopel wiederum verübelte man ihm seine Abwesenheit.

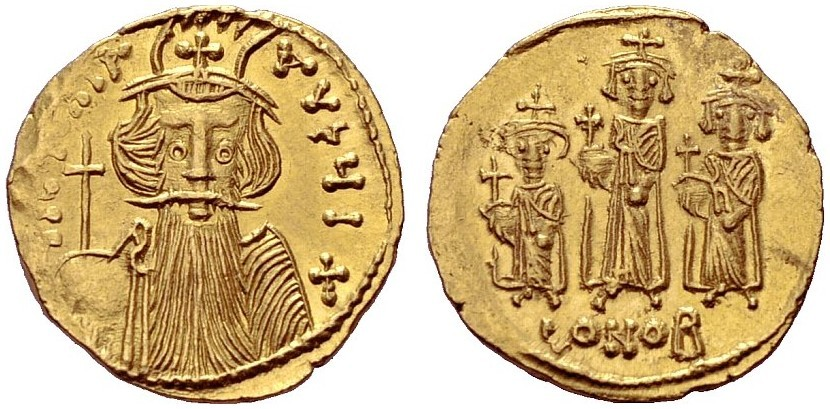
Solidus Konstans’ II. aus den Jahren 667/668; auf der Rückseite die drei Söhne Tiberios (links), Konstantin IV., Herakleios (rechts)

### Innen- und Kirchenpolitik
Innenpolitisch versuchte der Kaiser, der offenbar nicht besonders populär und wiederholt das Ziel von Anschlägen war, noch einmal den Herrschaftsanspruch über die Kirche durchzusetzen. Im Rahmen der Religionspolitik kam es zudem zu einem Konflikt mit dem Papsttum bezüglich seines 648 erlassenen Verbots einer Diskussion über die Frage, ob Jesus eine oder zwei Naturen gehabt hatte (siehe Monophysitismus und Monotheletismus). Dieser Streit führte in Kleinasien zur Verfolgung des Konstantin-Silvanus und der von ihm gepredigten Glaubensrichtung und zur Verurteilung des Maximus Confessor durch ein kaiserliches Gericht. Des Weiteren führte dies zur Gefangennahme, Verschleppung und Verbannung von Papst Martin I., weil dieser in einer Synode in Rom 649 die Verdammung des Monotheletismus und seiner Befürworter durchsetzte. 666 entzog Konstans der Kirche von Ravenna die Oberhoheit von Rom und machte sie zu einer in sich selbstständigen Kirche. Vermutlich gehören auch zwei erfolglose Usurpationen in Karthago und Ravenna in diesen Zusammenhang. Konstans war als Herrscher bei der Bevölkerung Konstantinopels offenbar recht unbeliebt, was womöglich eine Erklärung für seine späteren Feldzüge im Westen ist.

### Tod
Konstans wurde am 15. September 668 (so die traditionelle Datierung) von einem Kammerdiener ermordet, als er in Syrakus ein Dampfbad besuchte. Allerdings hat James Howard-Johnston für den 15. Juli 669 als Todesdatum plädiert; er betrachtet die Ermordung des Kaisers außerdem als Teil einer Intrige, in die auch der Kalifenhof in Damaskus involviert gewesen sein soll. Konstantin IV. schlug die anschließende Usurpation des Gardekommandeurs Mizizios nieder und residierte dann wieder in Konstantinopel. Die Usurpation des Saborios 667/68 war bereits zuvor zusammengebrochen.

## Bewertung
Die Herrschaftsbilanz Konstans’ II. fällt kaum positiv aus. Das Reich befand sich während seiner Regierungszeit in einem permanenten Abwehrkampf, in dessen Verlauf Konstantinopel empfindliche Verluste erlitt. Allerdings versuchte der Kaiser zumindest anfangs durchaus, das Blatt zu wenden; an den militärischen Katastrophen trifft ihn wohl nur eine Teilschuld, wenngleich er am Ende resigniert zu haben scheint. So wurde seine Italienexpedition teils als „Flucht nach Westen“ interpretiert. Wenigstens gelang es ihm, den Vormarsch der Araber in Kleinasien zu stoppen, wo sich die Grenze stabilisierte. Die Muslime konnten keine permanente Basis nördlich des Taurusgebirges errichten. Doch war zum Zeitpunkt von Konstans’ Tod die Vormachtstellung des Byzantinischen Reiches im Mittelmeerraum zunächst beendet. Hinsichtlich der Themenverfassung ist umstritten, ob diese während Konstans’ Regierungszeit eingeführt wurde.